# 718 a.C.
Il 718 a.C. (DCCXVIII a.C. in numeri romani) è un anno  dell'VIII secolo a.C.

## Eventi
- Probabile fondazione di Crotone da parte di coloni Achei

## Morti
- Aristodemo, militare e sovrano greco antico